# Trachylepis rodenburgi
Trachylepis rodenburgi (мабуя Роденбурга) — вид сцинкоподібних ящірок родини сцинкових (Scincidae). Мешкає в Західній Африці.

## Поширення і екологія
Мабуї Роденбурга відомі з двох місцевостей, розташованих на піавденному заході Нігерії, а також спостерігалися в околицях Акосомбо в Гані. Вони живуть в кам'янистих місцевостях.